# عبد الحكيم عابدين
عبد الحكيم عدوي عابدين (1914، طامية، الفيوم - 1976م) شاعر وسياسي إسلامي مصري، شغل منصب الأمين العام لجماعة الإخوان المسلمين، وعضواً بمكتب الإرشاد، ومستشار رابطة العالم الإسلامي بمكة المكرمة. أختاره حسن البنا ليكون زوجاً لشقيقته فوزية كونه أول من تخرج في الجامعة وبايعه على أن يجعل مستقبله رهناً بمطالب الدعوة الإسلامية.

## حياته
وُلد عبد الحكيم في قرية «فيدمين» التابعة لمركز طامية بمحافظة الفيوم سنة 1914م، وبعد أن أنهى تعليميه الثانوي، درس في كلية الآداب بجامعة القاهرة قسم اللغة العربية وآدابها وتخصص في دراسة الأدب العربي، وحصل على إجازة اللغة العربية وآدابها (الليسانس) عام 1937م كما حصل علي إجازة الحقوق عام 1954.
عمل بإدارة جامعة القاهرة بعد تخرجه عام 1934، (أمينا لمكتبة الجامعة). اختاره الحاج أمين الحسيني مفتي فلسطين ليكون مستشارا للهيئة العربية العليا في بيروت تحت رياسته. عمل مستشاراً لـرابطة العالم الإسلامي بمكة المكرمة.

### علاقته بالإخوان
تعرف علي جماعة الإخوان المسلمين وهو طالب في الجامعة وقد قام برحلات دعوية متعددة إلى سوريا ولبنان والسعودية والأردن وفلسطين والعراق واليمن.
كان عضواً بمكتب الإرشاد بجماعة الإخوان المسلمين حيث شغل منصب الأمين العام لجماعة الإخوان المسلمين حتي قرار الحل في 1948.
اعتقل مع الإخوان في عهد الملك فاروق حين حُلت الجماعة في 8 ديسمبر 1948 وخرج من السجن بعد أن ألغت حكومة حزب الوفد الأحكام العرفية سنة 1950، وسقط قرار الحل.
نجا من الاعتقالات الواسعة التي شهدتها الجماعة بعد حادثة المنشية عام 1954 حيث خرج من مصر للحج قبل الحادث وبقى عبد الحكيم عابدين يتنقل من بلد عربي إلى آخر.
عاد إلي مصر في عام 1975 وعمل مع المرشد الثالث عمر التلمساني وتوفي في 1976.
وقد ألف للإخوان نشيد الكتائب عندما رأى شباب الإخوان يتدربون في كتائبهم فقال:

## مؤلفاته
صدر لعبد الحكيم عابدين ديوانه الوحيد «البواكير» الذي جمع أغلب شعره، وقد قدمه لقرائه في 8 من ذي الحجة سنة 1355هـ / 9 من فبراير سنة 1937م. وقد أهداه إلى حسن البنا ويعد عبد الحكيم عابدين أشهر شعراء الإخوان، وأكثرهم تمكنا من لغته، تدور قصائد ديوان البواكير الذي نظمه عابدين على عدة محاور رئيسية هي:
- تحت الراية الإسلامية.
- بين يدى الوطن.
- في الحرم الجامعى.
- حديث الوجدان (غزل عفيف).
- في الميادين المختلفة.